# Каролін Даверна
Каролі́н Даверна́ (фр. Caroline Dhavernas МФА: [ˈkærəlɪn dəˈvɜːrnə]; нар. 15 травня 1978, Монреаль) — канадська акторка.

## Життєпис
Народилася 15 травня 1978 в Монреалі (провінція Квебек, Канада). Її батько — канадський актор Себастьян Даверна (фр. Sébastien Dhavernas), мати — акторка Мішель Делор'є (фр. Michèle Deslauriers). Сестра Габріель (фр. Gabrielle Dhavernas), — акторка дубляжу, яка, через подібний тембр голосу, нерідко бере участь в озвучуванні ролей, які грає Каролін.
У 8 років Даверна озвучила героя популярного мультфільму, а в 12 дебютувала як акторка у фільмі «Як злодій» (Comme un Voleur) Мішеля Ланглуа. Попри зовсім невелику роль, перший досвід став у пригоді пізніше.
У 1991 році Каролін Даверна з'явилася на телеекранах в серіалі «Мерлін», проєкт знімався з 1991 по 1993 роки. У 1993 році виходить фільм «Мис відчаю», який дозволив Даверна заявити про себе. Після успішної роботи в кіно на неї посипалися запрошення в різні серіали, до 2000-х вона знімалася в основному у франкомовних проєктах.
У 2001 році виходить біографічний фільм «Мерилін Белл» з Каролін Давернас у головній ролі, вона кілька місяців тренувалася з професійними плавцями, щоб максимально вправно втілити свою героїню на екрані. У тому ж році виходить молодіжна драма «Вас не наздоженуть» і комедія «Відморожені». У 2002 році виходить серйозний драматичний фільм «Грань безумства», який став справжнім випробування для молодої акторки. З того часу Даверна постійно залучена в теле- і кінопроєктах, на її рахунку понад 40 ролей у фільмах і серіалах.
Серед найбільш значущих проєктів акторки такі серіали і фільми: «Дивопад» (серіал, 2004), «Дівчата» (2005), «Мотель „Ніагара“» (2005), «Тихий океан» (серіал, 2010), «Більше, ніж друг» (2010), «Без координат» (серіал, 2011), «Марс і Авріль» (20212). У 2012 році Каролін Даверна увійшла до основного складу серіалу «Ганнібал», що вийшов на екрани у 2013 році і швидко став дуже популярним.